# Школьная улица (Москва)
Шко́льная у́лица — частично пешеходная улица в центре Москвы в Таганском районе между Добровольческой улицей и площадью Рогожская Застава.

## История
В прошлом это 1-я Рогожская улица, название которой было связано с её расположением в Рогожской ямской слободе (Рогожской слободе), а ещё в конце XVI — начале XVII века она называлась Тележная улица, во времена правления Бориса Годунова. А современное название дано в 1919 году. Оно могло быть не связано с наличием школы на этой улице, а иметь условный «культурный» смысл (например, соседняя 2-я Рогожская улица тогда же стала Библиотечной).
С 1952 года по Школьной улице ходили трамваи. Однако к 1980 году движение было закрыто, а саму улицу было решено превратить в музей под открытым небом. План реконструкции улицы и реставрационных работ на ней был утвержден в 1984 году.
Позднее на улице были убраны трамвайные пути, восстановлено тротуарное покрытие, обустроены фонари в историческом стиле. Однако полностью планы по трансформации улицы реализованы не были. Часть пространства использовалась в качестве парковки.
В мае 2019 года благоустройство Школьной улицы стартовало вновь. Здесь запретили движение автотранспорта, вместо асфальта уложили белую гранитную плитку. Кроме того, на некоторых участках пешеходной зоны были сохранены и музеефицированы фрагменты брусчатки XIX века.
В рамках благоустройства на Школьной были установлены новые фонари и скамейки, проведено дополнительное озеленение.

## Описание

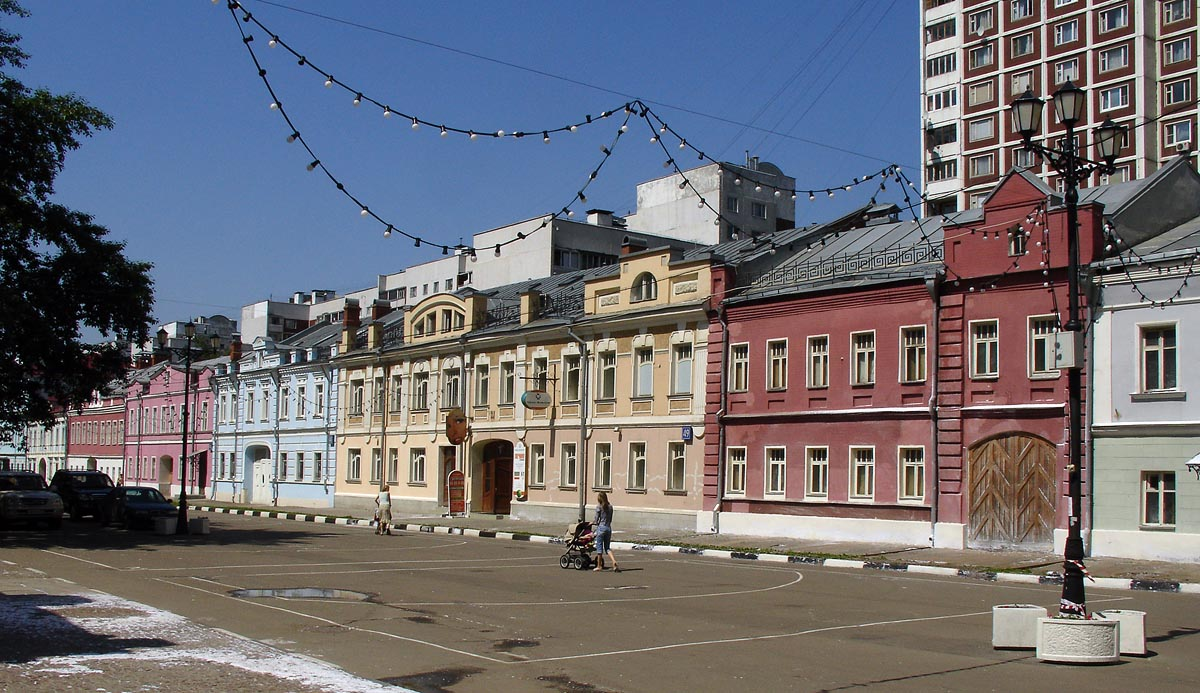
Пешеходная зона улицы.

Школьная улица начинается от Добровольческой, проходит на восток параллельно улице Сергия Радонежского, пересекает Большую и Малую Андроньевские и выходит на улицу Рогожский Вал в районе площади Рогожская Застава.

## Примечательные здания
- Дома № 12—48,  памятник архитектуры (федеральный) — памятник истории и культуры «Ансамбль Рогожской ямской слободы»[4]. Здания относятся к XIX веку и имеют сходное строение — два этажа и въездные ворота для лошадей. Здесь останавливались обозы, шедшие по Владимирской дороге.

### По чётной стороне
- № 16, 18, 20, 22, 24, 26, 28, 30 — ФГУП «Центральные научно-реставрационные проектные мастерские»;
- № 36 — ФГУП Государственный Республиканский Центр экспертизы и сертификации в области охраны и реставрации памятников истории и культуры «Росгосэкспертиза»[5].